# Luray (Kansas)
Luray es una ciudad ubicada en el condado de Russell en el estado estadounidense de Kansas. En el año 2010 tenía una población de 194 habitantes y una densidad poblacional de 242,5 personas por km².

## Geografía
Luray se encuentra ubicada en las coordenadas 39°6′50″N 98°41′29″O / 39.11389, -98.69139 (39.114003, -98.691413).

## Demografía
Según la Oficina del Censo en 2000 los ingresos medios por hogar en la localidad eran de $25,208 y los ingresos medios por familia eran $32,500. Los hombres tenían unos ingresos medios de $19,375 frente a los $21,563 para las mujeres. La renta per cápita para la localidad era de $18,351. Alrededor del 7.9% de la población estaban por debajo del umbral de pobreza.